# Coronilla scorpioides
Coronilla scorpioides es un arbusto de la familia de las fabáceas.

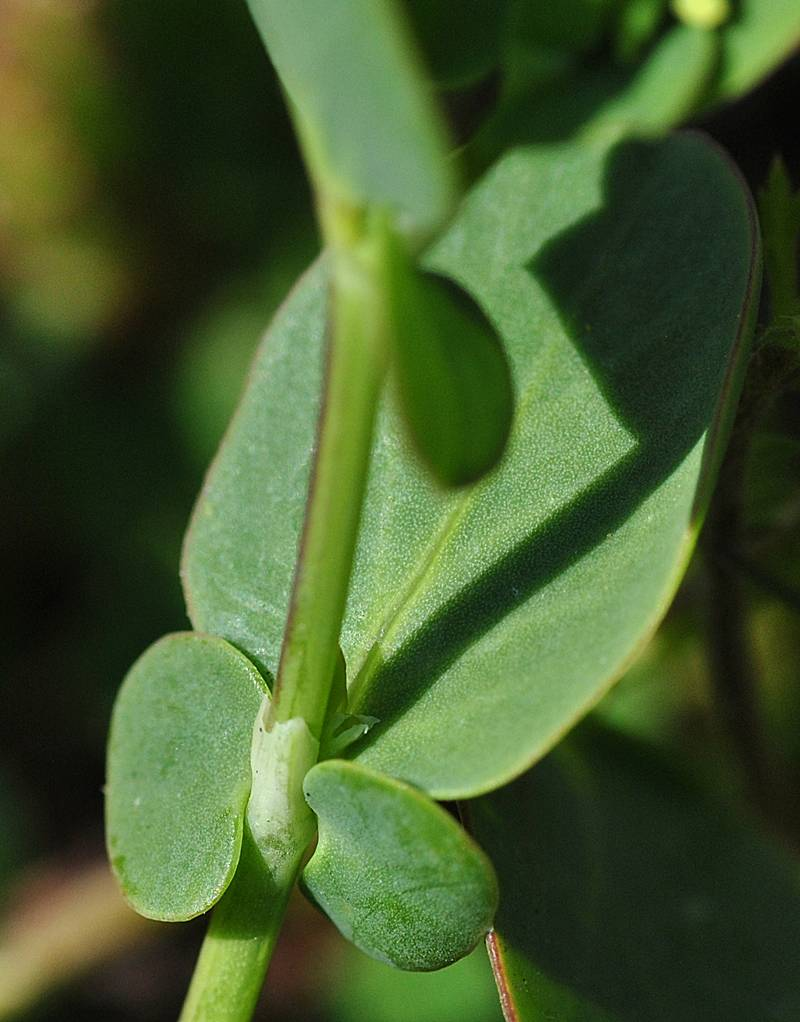
Hojas

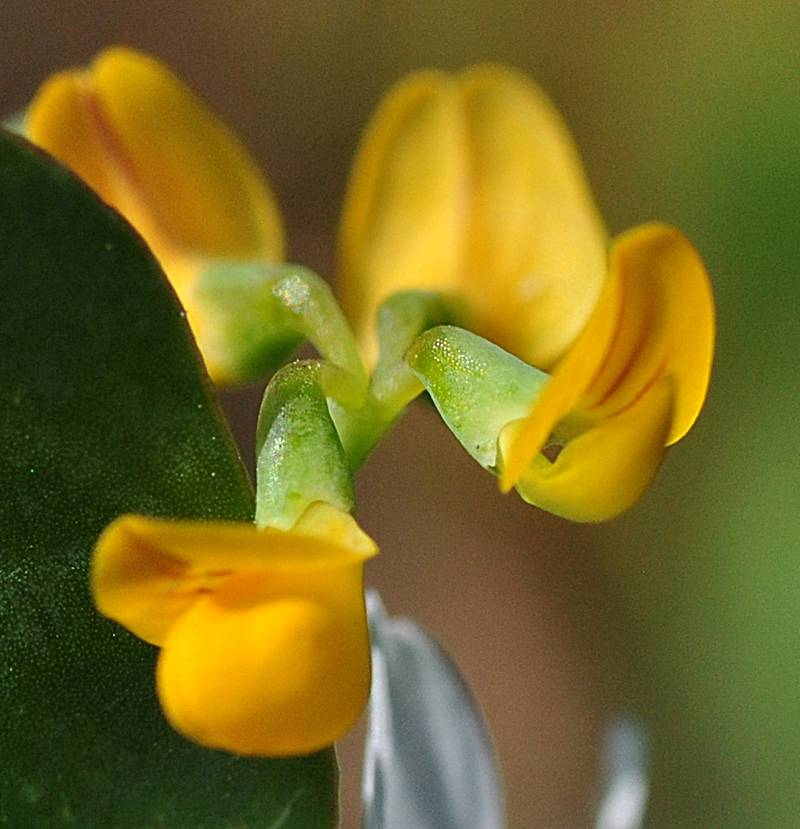
Detalle de la flor

## Descripción
Son hierbas glabras. Tallos de hasta 35 cm de altura, erecto-ascendentes. Hojas crasas; las basales de hasta 30 mm, simples, elípticas o suborbiculares; las caulinares trifoliadas, con folíolos laterales semejando a estípulas foliáceas; estípulas membranosas, soldadas. Inflorescencias con 2-4 flores con pedúnculos más largos que las hojas. Cáliz de 2 mm, con dientes pequeños. Corola de 4-6 mm, con todas las piezas casi del mismo tamaño. Legumbre de hasta 55 x 2,5 mm, péndula, curvada, tetrágona.  Florece y fructifica de abril a junio.

## Distribución y hábitat
Se encuentra en campos incultos, bordes de cultivos y caminos, pastizales y matorrales, preferentemente en substrato calcáreo; a una altitud de 0-1600 metros, en la Región mediterránea y Macaronesia. Casi toda la península ibérica y Baleares.

## Taxonomía
Coronilla scorpioides fue descrita por  (Linneo) Koch y publicado en Syn. Fl. Germ. Helv.: 188 (1835)
Citología
Número de cromosomas de Coronilla minima (Fam. Leguminosae) y táxones infraespecíficos: n=6
Etimología
Coronilla: género de las Leguminosas establecido por Tournefort y revalidado por Linneo; el nombre se tomaba de Lobelius, quien a su vez se inspiró en el nombre vulgar español, según Carolus Clusius, de la C. minima subsp. lotoides (Koch) Nyman (C. clusii auct., Leguminosas), “Coronilla del Rey” –esp. coronilla f. = diminutivo de corona–. Se alude a la forma de la inflorescencia.
scorpioides: epíteto latino que significa "semejante a un escorpión".
Citología
Número de cromosomas de Coronilla scorpioides (Fam. Leguminosae) y táxones infraespecíficos: 2n=12
Sinonimia
- Arthrolobium scorpioides (L.) DC.
- Arthrolobium tauricum Kalen.
- Astrolobium scorpioides (L.) DC.
- Ornithopus scorpioides L.[7]

## Nombre comunes
- Castellano: alacranera, alacranera común, amores, arminyuri, bambolletas, calabacilla, choza, coleta, collejón verde, cornejón, enamorada, flor del amor, gancho de romana, garbancillo, hierba de amor, hierba del alacrán, hierba del amor, hierba del escorpión, hierba lacranera, hoja de la centella, hoja del amor, hojicas de amor, hojicas del amor, mata de amor, mata de gancho, mata del amor, mata reventona, pie de pájaro, planta del amor, presulillo, rosa, tenazas de Nicomedes, tuera, tártagos, yerba del alacrán, yerba del amor, yerba del escorpión.[8]